# Moss FK
Moss Fotballklubb je norský fotbalový klub z města Moss. Založen byl roku 1906. Jednou vyhrál norskou ligu (1987) a jednou norský pohár (1983). 1. ligu hrál v letech 1937–1939, 1953–1954, 1977–1985, 1987–1990, 1996 a 1998–2002. Do evropských pohárů se klub podíval třikrát, vždy vypadl v 1. kole. V sezóně 1980/81 hrál Pohár UEFA, vyřazen byl východoněmeckým 1. FC Magdeburg, v sezóně 1984/85 nastoupil do Poháru vítězů pohárů a vypadl s Bayernem Mnichov a po zisku titulu, v ročníku 1988/89, se podíval i do nejprestižnějšího Poháru mistrů evropských zemí, kde ztroskotal na Realu Madrid.